# Trinidad e Tobago ai Giochi olimpici
Trinidad e Tobago ha partecipato per la prima volta ai Giochi olimpici nel 1948.
Gli atleti trinidiani hanno vinto 19 medaglie ai Giochi olimpici estivi, di cui 3 d'oro, mentre non ne hanno mai vinta alcuna ai Giochi olimpici invernali. Tutte le medaglie d'oro sono state conquistate nell'atletica leggera, la prima delle quali fu vinta da Hasely Crawford nei 100 metri piani a Montréal 1976.
Il Comitato Olimpico di Trinidad e Tobago, creato nel 1946, venne riconosciuto dal CIO nel 1948.

## Medaglieri

### Medaglie alle Olimpiadi estive
| Giochi                 | Oro                                      | Argento                                  | Bronzo                                   | Totale                                   |
| ---------------------- | ---------------------------------------- | ---------------------------------------- | ---------------------------------------- | ---------------------------------------- |
| 1948 Londra            | 0                                        | 1                                        | 0                                        | 1                                        |
| 1952 Helsinki          | 0                                        | 0                                        | 2                                        | 2                                        |
| 1956 Melbourne         | 0                                        | 0                                        | 0                                        | 0                                        |
| 1960 Roma              | come Federazione delle Indie Occidentali | come Federazione delle Indie Occidentali | come Federazione delle Indie Occidentali | come Federazione delle Indie Occidentali |
| 1964 Tokyo             | 0                                        | 1                                        | 2                                        | 3                                        |
| 1968 Città del Messico | 0                                        | 0                                        | 0                                        | 0                                        |
| 1972 Monaco            | 0                                        | 0                                        | 0                                        | 0                                        |
| 1976 Montreal          | 1                                        | 0                                        | 0                                        | 1                                        |
| 1980 Mosca             | 0                                        | 0                                        | 0                                        | 0                                        |
| 1984 Los Angeles       | 0                                        | 0                                        | 0                                        | 0                                        |
| 1988 Seul              | 0                                        | 0                                        | 0                                        | 0                                        |
| 1992 Barcellona        | 0                                        | 0                                        | 0                                        | 0                                        |
| 1996 Atlanta           | 0                                        | 0                                        | 2                                        | 2                                        |
| 2000 Sydney            | 0                                        | 1                                        | 1                                        | 2                                        |
| 2004 Atene             | 0                                        | 0                                        | 1                                        | 1                                        |
| 2008 Pechino           | 1                                        | 1                                        | 0                                        | 2                                        |
| 2012 Londra            | 1                                        | 1                                        | 2                                        | 4                                        |
| 2016 Rio de Janeiro    | 0                                        | 0                                        | 1                                        | 1                                        |
| 2020 Tokyo             | 0                                        | 0                                        | 0                                        | 0                                        |
| 2024 Parigi            | 0                                        | 0                                        | 0                                        | 0                                        |
| Totale                 | 3                                        | 5                                        | 11                                       | 19                                       |

### Medaglie alle Olimpiadi invernali
| Giochi              | Oro              | Argento          | Bronzo           | Totale           |
| ------------------- | ---------------- | ---------------- | ---------------- | ---------------- |
| 1994 Lillehammer    | 0                | 0                | 0                | 0                |
| 1998 Nagano         | 0                | 0                | 0                | 0                |
| 2002 Salt Lake City | 0                | 0                | 0                | 0                |
| 2006 Torino         | non partecipante | non partecipante | non partecipante | non partecipante |
| 2010 Vancouver      | non partecipante | non partecipante | non partecipante | non partecipante |
| 2014 Soči           | non partecipante | non partecipante | non partecipante | non partecipante |
| 2018 Pyeongchang    | non partecipante | non partecipante | non partecipante | non partecipante |
| 2022 Pechino        | 0                | 0                | 0                | 0                |
| Totale              | 0                | 0                | 0                | 0                |

### Medaglie negli sport estivi
| Sport             | Oro | Argento | Bronzo | Totale |
| ----------------- | --- | ------- | ------ | ------ |
| Atletica          | 3   | 4       | 8      | 15     |
| Sollevamento pesi | 0   | 1       | 2      | 3      |
| Nuoto             | 0   | 0       | 1      | 1      |
| Totale            | 3   | 5       | 11     | 19     |